# Kartalkaya

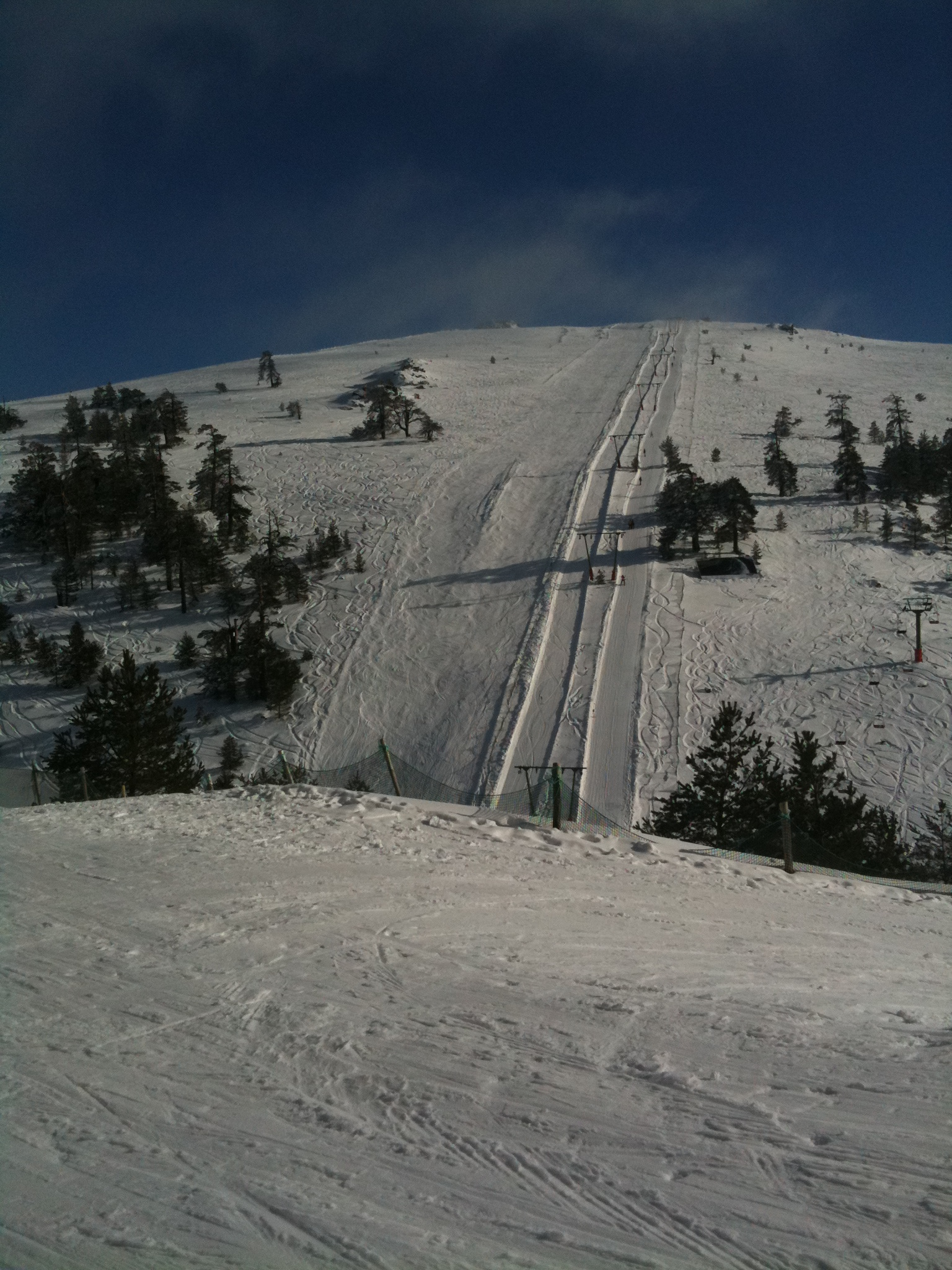
Neve em Bolu, Turquia

Kartalkaya é uma estação de esqui situada no noroeste da Turquia, na cordilheira dos Montes Köroğlu, próxima da cidade de Bolu, na província de mesmo nome.

## Descrição
Kartalkaya tem condições adequadas para o esqui alpino, esqui touring e esqui de fundo. É muito mais tranquila e mais barata durante a semana, por conta do grande movimento de pessoas de Istambul e Ancara durante os finais de semana. Sua cota mínima é de 1 850 m de altitude, e a cota máxima é de 2 255 m.
A duração da temporada de esqui é de 120 dias por ano, entre 20 de dezembro e 20 de março. 
A cidade mais próxima é Bolu, a 54 km de distância. Kartalkaya encontra-se a 4 horas do aeroporto de Ancara e a 6 horas dos aeroportos Sabiha Gökçen e Atatürk, de Istambul, em ônibus.

## História
Em 21 de janeiro de 2025, um incêndio no Hotel Grand Kartal, localizado nessa estação de esqui, matou pelo menos 79 pessoas e feriu outras 51.